# Armija FM
Armija FM (in ucraino Армія FM?) è un'emittente radiofonica ucraina fondata dal Ministero della Difesa. Ha iniziato a trasmettere il 1 marzo 2016 in modalità test. La stazione trasmette notizie e musica. Trasmette online, via satellite e in alcune città via FM.